# Gabriela Antunes
Gabriela Antunes (8 de julio de 1937 en Huambo, Angola - 3 de abril de 2004 en Lisboa, Portugal) fue una escritora y educadora angoleña. Uno de sus trabajos más conocidos es Histórias Velhas, Roupa Nova o Estórias velhas, roupa nova, una colección de cuatro historias para niños. Ganó el premio Cultura de la Fundação Casa de Cultura de Língua Portuguesa en 1999 por sus contribuciones a la literatura en ese idioma. Se graduó en lingüística en Alemania.

## Obra
Lista de trabajos notables:
- A Águia, a Rola, as Galinhas e os 50 Lwei. Escrito con Rosalina Pombal. Luanda: INALD, 1982. (Historias para niños).
- Kibala, o rei leão. Luanda: INALD, 1982.
- O Castigo do Dragão Glutão. Luanda: INALD, n/d.
- Histórias Velhas, Roupa Nova. Luanda: INALD, n/d. 1988. (Relatos breves).
- O Cubo Amarelo. Luanda: UEA, 1991. (Novel).
- Crónicas apressadas: ano um. Luanda: Instituto Nacional das Indústrias Culturais - INIC, 2002.